# ميلان ريستوفسكي (لاعب كرة قدم)
ميلان ريستوفسكي هو لاعب كرة قدم شمال مقدوني في مركز الوسط، ولد في 8 أبريل 1998 في إسكوبية في مقدونيا الشمالية.

## وصلات خارجية
- ميلان ريستوفسكي (لاعب كرة قدم) على موقع الاتحاد الأوربي (الإنجليزية)
- ميلان ريستوفسكي (لاعب كرة قدم) على موقع قاعدة بيانات كرة القدم.إي يو (الإنجليزية)
- ميلان ريستوفسكي (لاعب كرة قدم) على موقع ناشيونال فوتبول تيمز (الإنجليزية)
- ميلان ريستوفسكي (لاعب كرة قدم) على موقع Soccerway.com (الإنجليزية)
- ميلان ريستوفسكي (لاعب كرة قدم) على موقع عالم كرة القدم.نت (الإنجليزية)